# Condado de Nobles
El condado de Nobles es un condado al suroeste del estado de Minnesota, Estados Unidos. Su población es de 20.832 habitantes (2000) y su capital es Worthington.

## Geografía
Según la agencia de censos de los Estados Unidos, el condado tiene una superficie total de 1.871 km², de los cuales 1.853 km² son tierra y 18 km² (0.96%) son agua.

### Lagos
- East Graham Lake.
- Fulda First Lake.
- Indian Lake.
- Iowa Lake.
- Jack Lake.
- Kinbrae Lake.
- Lake Bella.
- Ocheda.
- Okabena Lake.
- West Graham Lake.
- Willow Lake.

## Ciudades y municipios
| Ciudades | Municipios                                                                                              | Municipios                                                                                                  | CDP     |
| --- | --- | --- | ------- |
| - Adrian - Bigelow - Brewster - Dundee - Ellsworth - Kinbrae - Lismore - Org - Reading - Round Lake - Rushmore - Wilmont - Worthington | - Bigelow - Bloom - Dewald - Elk - Graham Lakes - Grand Prairie - Hersey - Indian Lake - Larkin - Leota | - Lismore - Little Rock - Lorain - Olney - Ransom - Seward - Summit Lake - Westside - Wilmont - Worthington | - Leota |